# Monastero di Philotheou
Il monastero di Philotheou (in greco Φιλοθέου?) è uno dei venti monasteri della Repubblica del Monte Athos in Grecia.
È situato a sud-est della penisola a un'altitudine di 370 metri. Possiede un porto sulla costa orientale. 
Occupa il dodicesimo posto nella gerarchia dei monasteri atoniti ed è dedicato all'Annunciazione, festa votiva il 25 marzo (7 aprile).
È retto a statuto cenobitico dal 1973 nel 1990 contava settantanove monaci. Molte skite sono legate al monastero, attualmente cinque sono attive.

## Storia
La tradizione indica come fondatore Filoteo, da cui il complesso monastico prende il nome, che verso la fine del X secolo con l'aiuto dei compagni Arsenio e Dionisio diede vita al complesso monastico. L'esistenza è documenta dal 1015. Dal XIV al XVI secolo fu abitato in prevalenza da monaci provenienti dalla Bulgaria. Nel 1871 un incendio devastò parte del complesso monastico risparmiando il katholikòn e gli edifici centrali.

## Patrimonio artistico
Il refettorio possiede degli affreschi di scuola cretese. Nella chiesa è custodita una icona della Madonna con bambino detta Glicofilusa (dal dolce bacio), dove Maria è dipinta mentre bacia il Creatore. La biblioteca possiede 250 manoscritti e circa 2500 libri di cui 500 in lingua russa e rumena.